# Fotbalistul român al anului

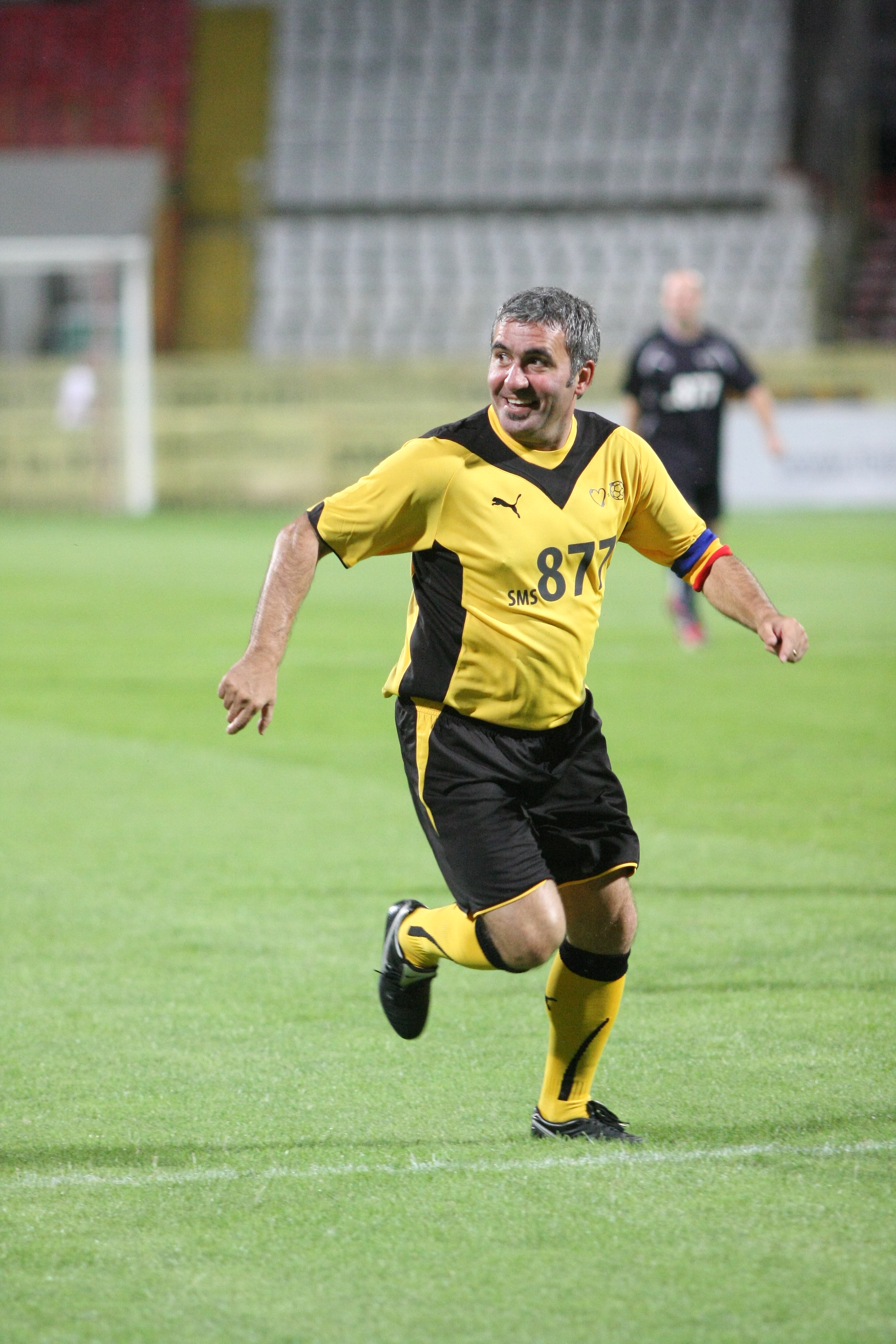
Gică Hagi, câștigător în 1985, 1987, 1993, 1994, 1997, 1999 și 2000 (record)

Fotbalistul român al anului este un premiu oferit de Gazeta Sporturilor începând din 1966.

## Fotbaliștii Anului (1966-prezent)

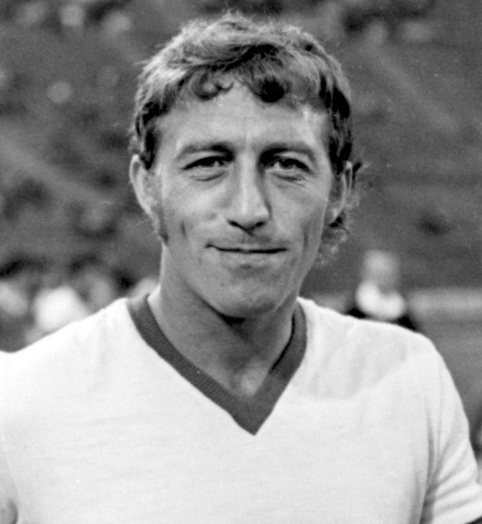
Nicolae Dobrin, câștigător în 1966, 1967 și 1971

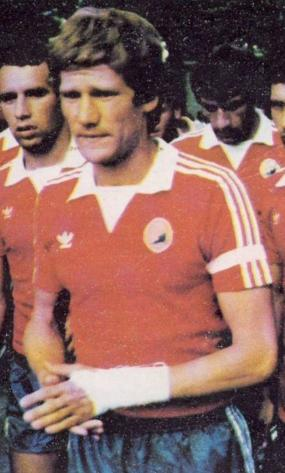
Ladislau Bölöni, câștigător în 1977 și 1983

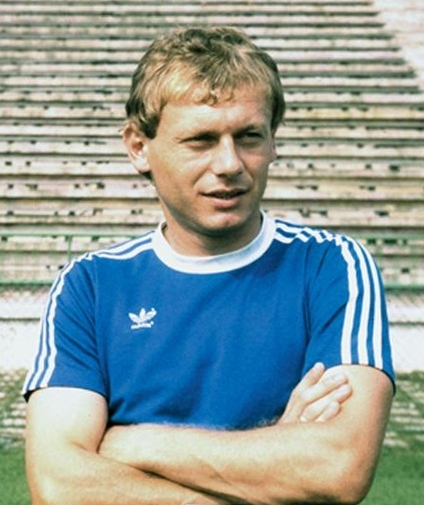
Ilie Balaci, câștigător în 1981 și 1982

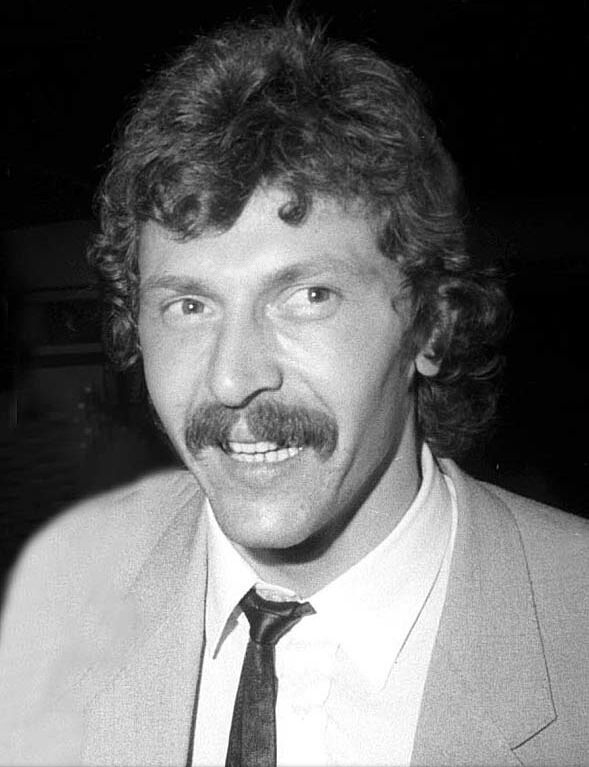
Helmuth Duckadam, câștigător în 1986

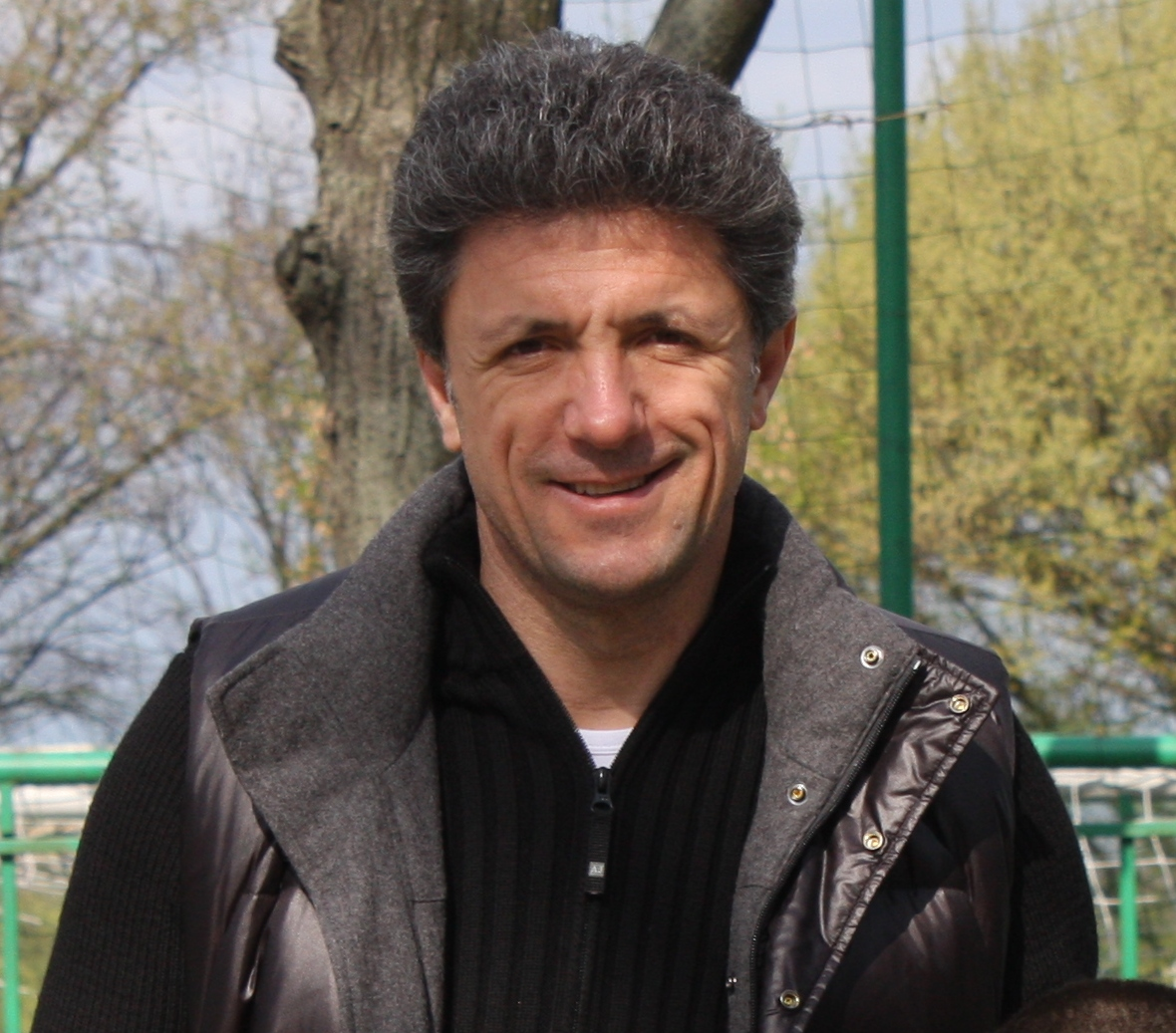
Gică Popescu, câștigător în 1989, 1990, 1991, 1992, 1995 și 1996

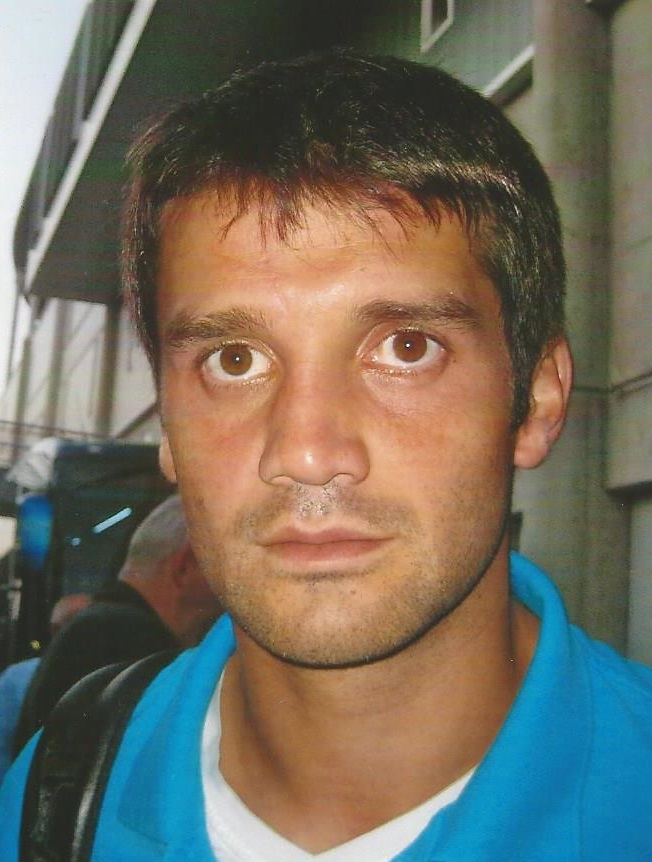
Cristian Chivu, câștigător în 2002, 2009 și 2010

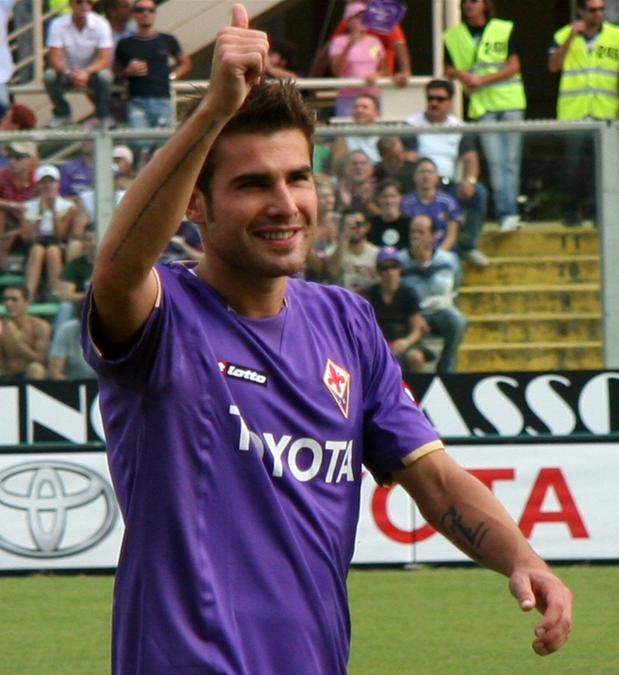
Adrian Mutu, câștigător în 2003, 2005, 2007 și 2008

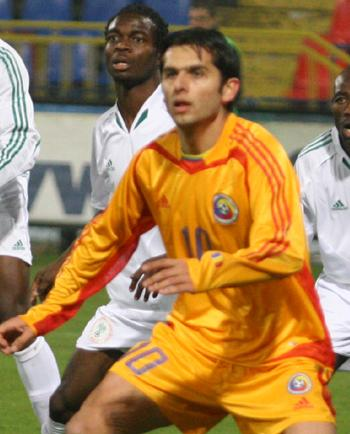
Nicolae Dică, câștigător în 2006

| An   | Locul 1            | Locul 2                    | Locul 3                 | Locul 4                    | Locul 5                            |
| ---- | ------------------ | -------------------------- | ----------------------- | -------------------------- | ---------------------------------- |
| 2024 | Dennis Man         | Radu Drăgușin              | Răzvan Marin            | Andrei Rațiu               | Florin Niță                        |
| 2023 | Radu Drăgușin      | Nicușor Stanciu            | Denis Alibec            | Horațiu Moldovan           | Florinel Coman                     |
| 2022 | Nicușor Stanciu    | Florin Tănase              | Ciprian Deac            |                            |                                    |
| 2021 | Florin Niță        | Ianis Hagi                 | Nicușor Stanciu         | Alexandru Cicâldău         | Răzvan Marin                       |
| 2020 | Dennis Man         | Ciprian Deac               | Nicușor Stanciu         | Ianis Hagi                 | Alexandru Maxim                    |
| 2019 | George Pușcaș      | Ionuț Andrei Radu          | Nicușor Stanciu         | Alexandru Mitriță          | Ianis Hagi                         |
| 2018 | George Țucudean    | Răzvan Marin               | Ianis Hagi              | Ciprian Tătărușanu         | Alexandru Mitriță                  |
| 2017 | Constantin Budescu | Ciprian Tătărușanu         | Florin Niță Ștefan Radu | –                          | Alexandru Băluță Cristian Săpunaru |
| 2016 | Denis Alibec       | Nicușor Stanciu            | Răzvan Marin            | Claudiu Keserü             | Florin Andone                      |
| 2015 | Ciprian Tătărușanu | Constantin Budescu         | Costel Pantilimon       | Ioan Hora                  | Andrei Ivan                        |
| 2014 | Lucian Sânmărtean  | Claudiu Keserü             | Răzvan Raț              | Alexandru Chipciu          | Alexandru Maxim                    |
| 2013 | Vlad Chiricheș     | Alexandru Maxim            | Alexandru Bourceanu     | Ciprian Marica             | Daniel Pancu                       |
| 2012 | Raul Rusescu       | Vlad Chiricheș             | Gabriel Torje           | Alexandru Bourceanu        | Răzvan Raț                         |
| 2011 | Gabriel Torje      | Lucian Sânmărtean          | Cristian Săpunaru       | Ionel Dănciulescu          | Ștefan Radu                        |
| 2010 | Cristian Chivu     | Bogdan Stancu              | Răzvan Raț              | Ștefan Radu                | Gabriel Tamaș                      |
| 2009 | Cristian Chivu     | Răzvan Raț                 | Adrian Mutu             | Iulian Apostol             | Gigel Bucur                        |
| 2008 | Adrian Mutu        | Dorin Goian Cristian Chivu | -                       | Bogdan Lobonț              | Eugen Trică                        |
| 2007 | Adrian Mutu        | Bogdan Lobont              | Cristian Chivu          | Dorin Goian                | Nicolae Dică                       |
| 2006 | Nicolae Dică       | Adrian Mutu                | Cristian Chivu          | Dănuț Coman Ciprian Marica | -                                  |
| 2005 | Adrian Mutu        | Mirel Rădoi                | Dorinel Munteanu        | Nicolae Dică               | Răzvan Cociș Marius Măldărășanu    |
| 2004 | Ionel Dănciulescu  | Adrian Neaga               | Mirel Rădoi             | Daniel Niculae             | Florentin Petre Tiberiu Ghioane    |
| 2003 | Adrian Mutu        | Cristian Chivu             | Bogdan Lobonț           | Mirel Rădoi                | Ionel Dănciulescu                  |
| 2002 | Cristian Chivu     | Adrian Mutu                | Cosmin Contra           | Daniel Pancu               | Mirel Rădoi                        |
| 2001 | Cosmin Contra      | Marius Niculae             | Cristian Chivu          | Gheorghe Popescu           | Adrian Mihalcea                    |
| 2000 | Gheorghe Hagi      | Cristian Chivu             | Gheorghe Popescu        | Dorinel Munteanu           | Marius Niculae                     |
| 1999 | Gheorghe Hagi      | Dan Petrescu               | Adrian Ilie             | Gheorghe Popescu           | Adrian Mutu                        |
| 1998 | Adrian Ilie        | Gheorghe Popescu           | Gheorghe Hagi           | Bogdan Stelea              | Ionuț Lupescu                      |
| 1997 | Gheorghe Hagi      | Dan Petrescu               | Marius Lăcătuș          | Gheorghe Popescu           | Adrian Ilie                        |
| 1996 | Gheorghe Popescu   | Gheorghe Hagi              | Viorel Moldovan         | Adrian Ilie                | Dorinel Munteanu                   |
| 1995 | Gheorghe Popescu   | Gheorghe Hagi              | Daniel Prodan           | Dorinel Munteanu           | Florin Răducioiu                   |
| 1994 | Gheorghe Hagi      | Florin Răducioiu           | Ionuț Lupescu           | Gheorghe Popescu           | Ilie Dumitrescu                    |
| 1993 | Gheorghe Hagi      | Ilie Dumitrescu            | Florin Răducioiu        | Gheorghe Popescu           | Ovidiu Sabău                       |
| 1992 | Gheorghe Popescu   | Gheorghe Hagi              | Dorinel Munteanu        | Ionuț Lupescu              | Ilie Dumitrescu                    |
| 1991 | Gheorghe Popescu   | Gheorghe Hagi              | Ionuț Lupescu           | Silviu Lung                | Dorinel Munteanu                   |
| 1990 | Gheorghe Popescu   | Iosif Rotariu              | Dan Petrescu            | Ionuț Lupescu              | Marius Lăcătuș                     |
| 1989 | Gheorghe Popescu   | Ovidiu Sabău               | Gheorghe Hagi           | Marius Lăcătuș             | Ștefan Iovan                       |
| 1988 | Dorin Mateuț       | Gheorghe Hagi              | Miodrag Belodedici      | Marius Lăcătuș             | Ovidiu Sabău                       |
| 1987 | Gheorghe Hagi      | Miodrag Belodedici         | Rodion Cămătaru         | Ladislau Boloni            | Marius Lăcătuș                     |
| 1986 | Helmut Duckadam    | Ladislau Boloni            | Miodrag Belodedici      | Rodion Cămătaru            | Gheorghe Hagi                      |
| 1985 | Gheorghe Hagi      | Costică Ștefănescu         | Ladislau Boloni         | Silviu Lung                | Michael Klein                      |
| 1984 | Silviu Lung        | Gheorghe Hagi              | Costică Ștefănescu      | Mircea Rednic              | Dumitru Moraru                     |
| 1983 | Ladislau Boloni    | Silviu Lung                | Costică Ștefănescu      | Rodion Cămătaru            | Mircea Rednic                      |
| 1982 | Ilie Balaci        | Costică Ștefănescu         | Rodion Cămătaru         | Ladislau Boloni            | Gino Iorgulescu                    |
| 1981 | Ilie Balaci        | Costică Ștefănescu         | Ștefan Sameș            | Vasile Iordache            | Romulus Gabor                      |
| 1980 | Marcel Răducanu    | Anghel Iordănescu          | Costică Ștefănescu      | Vasile Iordache            | Rodion Cămătaru                    |
| 1979 | Ștefan Sameș       | Costică Ștefănescu         | Marcel Răducanu         | Nicolae Dobrin             | Cornel Dinu                        |
| 1978 | Narcis Coman       | Nicolae Dobrin             | Costică Ștefănescu      | Cornel Dinu                | Ștefan Sameș                       |
| 1977 | Ladislau Boloni    | Dudu Georgescu             | Alexandru Szatmaryi     | Nicolae Dobrin             | Iosif Vigu                         |
| 1976 | Dudu Georgescu     | Ladislau Boloni            | Anghel Iordănescu       | Necula Răducanu            | Florin Cheran                      |
| 1975 | Ion Dumitru        |                            |                         |                            |                                    |
| 1974 | Cornel Dinu        | Mircea Lucescu             | Ion Dumitru             | Silviu Iorgulescu          | Alexandru Boc Necula Răducanu      |
| 1973 | Ion Dumitru        | Cornel Dinu                | Nicolae Dobrin          | Dumitru Antonescu          | Florea Dumitrache                  |
| 1972 | Cornel Dinu        | Alexandru Boc              | Nicolae Dobrin          | Stere Adamache             | Ion Dumitru                        |
| 1971 | Nicolae Dobrin     | Ion Dumitru                | Nicolae Lupescu         | Mircea Lucescu             | Cornel Dinu                        |
| 1970 | Cornel Dinu        | Necula Răducanu            | Florea Dumitrache       | Radu Nunweiller            | Nicolae Lupescu Vasile Ianul       |
| 1969 | Florea Dumitrache  | Nicolae Dobrin             | Radu Nunweiller         | Lajos Sătmăreanu           | Aristide Ghiță                     |
| 1968 | Florea Dumitrache  | Cornel Dinu                | Lajos Sătmăreanu        | Gheorghe Gornea            | Ion Barbu Narcis Coman             |
| 1967 | Nicolae Dobrin     | Gheorghe Constantin        | Narcis Coman            | Ion Ionescu                | Dan Coe                            |
| 1966 | Nicolae Dobrin     | Vasile Gergely             | Ion Pîrcălab            | Emil Dumitriu              | Ion Nunweiller                     |

## Câștigători
| Jucător            | Câștigări | Ani câștigători                          |
| ------------------ | --------- | ---------------------------------------- |
| Gheorghe Hagi      | 7         | 1985, 1987, 1993, 1994, 1997, 1999, 2000 |
| Gheorghe Popescu   | 6         | 1989, 1990, 1991, 1992, 1995, 1996       |
| Adrian Mutu        | 4         | 2003, 2005, 2007, 2008                   |
| Nicolae Dobrin     | 3         | 1966, 1967, 1971                         |
| Cornel Dinu        | 3         | 1970, 1972, 1974                         |
| Cristian Chivu     | 3         | 2002, 2009, 2010                         |
| Florea Dumitrache  | 2         | 1968, 1969                               |
| Ion Dumitru        | 2         | 1973, 1975                               |
| Ladislau Boloni    | 2         | 1977, 1983                               |
| Ilie Balaci        | 2         | 1981, 1982                               |
| Dennis Man         | 2         | 2020, 2024                               |
| Dudu Georgescu     | 1         | 1976                                     |
| Narcis Coman       | 1         | 1978                                     |
| Ștefan Sameș       | 1         | 1979                                     |
| Marcel Răducanu    | 1         | 1980                                     |
| Silviu Lung        | 1         | 1984                                     |
| Helmuth Duckadam   | 1         | 1986                                     |
| Dorin Mateuț       | 1         | 1988                                     |
| Adrian Ilie        | 1         | 1998                                     |
| Cosmin Contra      | 1         | 2001                                     |
| Ionel Dănciulescu  | 1         | 2004                                     |
| Nicolae Dică       | 1         | 2006                                     |
| Gabriel Torje      | 1         | 2011                                     |
| Raul Rusescu       | 1         | 2012                                     |
| Vlad Chiricheș     | 1         | 2013                                     |
| Lucian Sânmărtean  | 1         | 2014                                     |
| Ciprian Tătărușanu | 1         | 2015                                     |
| Denis Alibec       | 1         | 2016                                     |
| Constantin Budescu | 1         | 2017                                     |
| George Țucudean    | 1         | 2018                                     |
| Ionuț Radu         | 1         | 2019                                     |
| Florin Niță        | 1         | 2021                                     |
| Nicușor Stanciu    | 1         | 2022                                     |
| Radu Drăgușin      | 1         | 2023                                     |